# ンコマチ協定
ンコマチ協定（英: Nkomati Accord）は、モザンビーク人民共和国と南アフリカ共和国の間で締結された不可侵条約。正式名称をモザンビーク人民共和国政府および南アフリカ共和国政府の間の不可侵および善隣友好に関する協定 (Agreement on Non-Aggression and Good Neighbourliness Between the Government of the People's Republic of Mozambique and the Government of the Republic of South Africa) という。
1984年3月16日に南アフリカの町コマチポールトで、モザンビークのサモラ・マシェル大統領と南アフリカのピーター・ウィレム・ボータ首相が署名した。この条約で、モザンビークは南アフリカのアフリカ民族会議 (ANC) に対する支援を、南アフリカはモザンビーク民族抵抗運動 (RENAMO) に対する支援をそれぞれ停止することが取り決められた。
この条約に対しては、南部アフリカ開発調整会議 (SADCC) 諸国やとりわけANCから、その解放闘争への影響を懸念して反対が表明された。しかし両者とも、南アフリカを後ろ盾とするRENAMOとの内戦で、国内が崩壊寸前にあるモザンビークが協定に署名せざるをえなかったことは認識していた。
モザンビークは国内の南部からANCのメンバーを追放するなど、条約を尊重する姿勢をみせた一方、南アフリカは取り決めを無視し、RENAMOに対する大規模な支援をさらに強化した。1985年には、南アフリカが協定に違反する形で支援を続けていたことが早くも明らかになっている。恒久的な和平協定であるローマ包括和平協定によってモザンビーク内戦が終結するのは1992年、その停戦監視にあたっていた国際連合モザンビーク活動 (ONUMOZ) が撤退するのは1994年のことであった。